# Marc Kennedy
Marc Kennedy (St. Albert, Alberta, 1982. február 5. –) kanadai curlingjátékos.

## Élete
Hatéves korában kezdett curlingezni – apja szárnyai alatt –, 12 évesen pedig már versenyeken is elindult. Sportpályafutása során számtalan hazai és nemzetközi versenyen vett részt. Hétszeres albertai curling bajnok, háromszoros kanadai kupa győztes, háromszoros kanadai bajnok és a kétszeres világbajnok (2008, 2016). 2003-ban, az olaszországi Tarvisióban rendezett téli universiadéról – az egyetemi curling csapattal – aranyérmesként térhetett haza.
2010-ben részt vett a hazai rendezésű vancouveri ötkarikás játékokon, ahol harmadik dobóként (Third) tagja volt a viadalt aranyéremmel záró bajnokcsapatnak. Nyolc évvel később, a phjongcshangi téli olimpián – a Kevin Koe vezette csapattal – a negyedik helyen végzet, miután elvesztették a Svájccal szembeni bronzmérkőzést.